# 日本橋本石町
日本橋本石町（日语：／ Nihonbashi-hongokuchō */?）是東京都中央區的地名，屬舊日本橋區。

## 地理
位於日本橋地區西側，鄰千代田區（内神田、大手町、鍛冶町）。從日本橋往北分別為一丁目至四丁目。
河川、橋
- 日本橋川
  - 新常盤橋
  - 常磐橋
  - 常盤橋
  - 一石橋
  - 西河岸橋

## 歷史

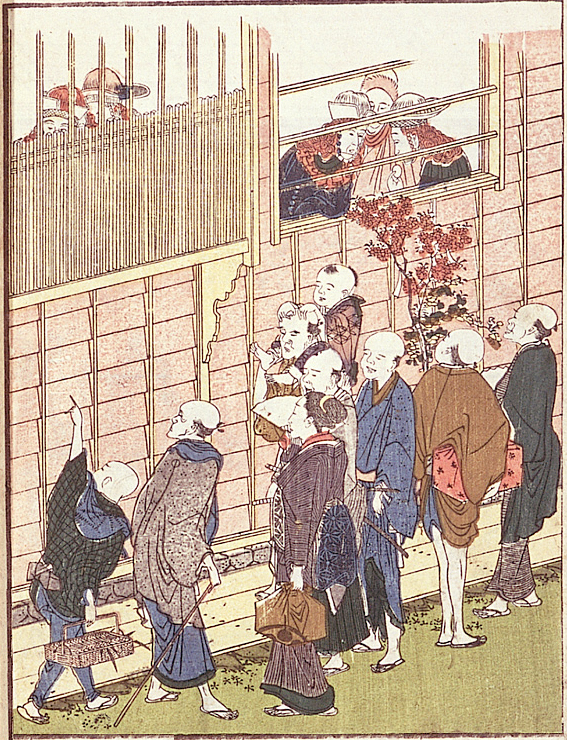
『畫本東都遊』（えほんあずまあそび）　享和2年（1802年）刊，葛飾北齋畫。畫中內容是江戶民眾在本石町的長崎屋外查看滯留的荷蘭人。

此地也稱石町（こくちょう），寛文年間神田成立新石町（しんこくちょう : 現在内神田三丁目附近）後，改稱為本石町。石町是源自於此地古時米穀商眾多，因此使用穀類的單位「石」命名。下分一丁目至四丁目（町域與現在不同）。
江戶時代，三丁目設有報時鐘，附近的長崎屋有從長崎來江戶謁見將軍的荷蘭大尉居住。二丁目與三丁目附近的十軒店在每年桃之節句與端午之節句舉辦人形市，年終販賣破魔矢羽子板。
昭和7年（1932年），關東大地震後進行區劃整理，與周圍的金吹町、北鞘町、本革屋町、本銀町、本町、本兩替町全域或部分地區合併成立現在的本石町一〜四丁目。十軒店是現在日本橋室町三丁目的一部分。。

### 地名由來
古時此地米穀商眾多而稱石町，後因新石町的成立而改名本石町。

## 觀光
- 貨幣博物館 - 日本銀行分館内。
- 金座 - 位在現在日本銀行所在地（舊本兩替町）。

## 交通

### 鐵路
- 東京地下鐵三越前站（○銀座線，○半藏門線） - 設有出入口。（所在地：日本橋室町）

### 道路
- 江戶通
- 東京都道405號外濠環狀線（外堀通）

首都高速道路出入口
- 首都高速都心環狀線
- 吳服橋出入口

## 設施
- 日本銀行本店
- 中央區立常盤小學校 - 與常盤幼稚園同地。
- 中央區立常盤幼稚園

所轄之警察署、消防署
- 中央警察署（所在地：日本橋兜町）
- 日本橋消防署（所在地：日本橋兜町）

## 備註
1. ↑  町丁目別世帯数男女別人口　中央区ホームページ  平成25年8月1日現在 的存檔，存档日期2013-03-12.
2. ↑  日本橋本石町・日本橋室町・日本橋本町地区　中央区ホームページ 的存檔，存档日期2013-03-12.

## 外部連結
- 日本橋本石町･日本橋室町･日本橋本町地區 町名的由來 - 中央區官方網站内
- 本石町［日本橋、京橋地區］- 中央區觀光協會
- 本石町 - 古今、江戶日本橋 日本橋”町”物語